# Machraa Ben Abbou
Machraa Ben Abbou (franska: Machraa Ben Abbou (CR), Machraa Ben Abbou (Commune Rurale), arabiska: لحوازة) är en kommun i Marocko.   Den ligger i provinsen Settat och regionen Casablanca-Settat, i den norra delen av landet, 170 km sydväst om huvudstaden Rabat. Antalet invånare är 8 752.